# Aeroportul Internațional Conakry
Aeroportul Internațional Conakry (IATA: CKY, ICAO: GUCY) este un aeroport din Conakry, Conakry Region⁠(d), Guineea ce deservește zona Conakry. Aeroportul a fost tranzitat în 2019 de 573.600 de pasageri. A fost numit după zona deservită.
Situat la o altitudine de 22 m, aeroportul dispune de 1 pistă.

## Infrastructură

### Piste
Aeroportul dispune de o singură pistă. Pista 06/24 are suprafața de asfalt și dimensiunile 3.300 m × 45 m. 